# Lophocrama
Lophocrama is een geslacht van vlinders van de familie visstaartjes (Nolidae).

## Soorten
- L. auritincta (Hampson, 1905)
- L. hemipyria Hampson, 1914
- L. phoenicochlora Hampson, 1912
- L. suavis (Saalmüller, 1891)